# 1-Methyladenosin
1-Methyladenosin (m1A) ist ein seltenes Nukleosid und kommt in der tRNA und rRNA vor. Es besteht aus der β-D-Ribofuranose (Zucker) und dem 1-Methyladenin. Es ist ein Derivat des Adenosins, welches in 1-Stellung methyliert ist.

## Eigenschaften
Aufgrund der Methylierung in der 1-Position ist eine Basenpaarung nicht möglich. Es sitzt beispielsweise in der tRNAPhe im TΨC-Arm.

Eine tRNA^{Phe} aus S. cerevisiae.
1-Methyladenosin ist hier mit m^{1}A gekennzeichnet.